# Sarpugerði
Sarpugerði – stadion piłkarski w Norðragøta, na Wyspach Owczych. Obiekt może pomieścić 3000 widzów. Swoje spotkania rozgrywają na nim piłkarze klubu Víkingur Gøta.